# Oral Selkridge
Oral Selkridge, född 20 augusti 1962, är en antiguansk och barbudansk friidrottare. Han deltog vid olympiska sommarspelen 1988.